# Setge de Qúrtuba (1069)
El setge de Qúrtuba de 1069 fou una expedició dirigida per al-Hàkam ibn Ukkaixa que va assetjar Qúrtuba amb la intenció d'annexionar-la a l'emirat de Tulàytula.

## Antecedents
El 1069, mort el rei d'Ixbíliya al-Mútadid, el rei de Batalyaws va provar de conquerir Qúrtuba. Abd-al-Màlik va demanar ajut al rei sevillà al-Mútamid, que va enviar 1.300 soldats que van salvar la ciutat; però els mateixos oficials sevillans van instigar als notables locals a demanar la destitució del visir de Qúrtuba Ibn Assaka. Finalment el visir fou destituït (1069), però això va deixar encara amb més poder a Abd-al-Màlik.

## El setge
Yahya ibn Ismail al-Mamun, emir de Tulàytula, va enviar el 1069 una expedició a Qúrtuba dirigida per al-Hàkam ibn Ukkaixa que va assetjar la ciutat. Abd-al-Màlik ibn Muhàmmad al-Mansur va haver de recórrer a Muhàmmad ibn Abbad al-Mútamid de l'Emirat d'Ixbíliya, que va rebutjar els assetjants.

## Conseqüències
Muhàmmad ibn Abbad al-Mútamid va instigar una revolta a Qúrtuba que va fer presoner Abd-al-Màlik ibn Muhàmmad al-Mansur i el seu pare Abu-l-Walid Muhàmmad, que foren lliurats al rei sevillà. Els dos homes foren enviats desterrats a una illa situada enfront de Wallba i amb ells va acabar la dinastia.
Al-Hàkam, per la seva banda, fou nomenat pel rei toledà governador d'una fortalesa de frontera al sud dels seus dominis. Qúrtuba fou annexionada a Ixbíliya i en fou nomenat governador el jove príncep hereu Abbad ibn Muhàmmad.